# Stockviks SF
Stockviks SF är en skidsportsklubb inom Stockviks IF i Stockvik i Sundsvalls kommun som bland annat har representerats av Anna Carin Zidek och Vladimir Smirnov. Föreningen arrangerade svenska mästerskapen i längdskidåkning 2009. Stockviks SF arrangerade längd-SM 2011.